# Guillaume Marchand
Pour les articles homonymes, voir Marchand.
Pas d'image ? Cliquez ici

a Compétitions nationales et continentales officielles uniquement.

b Matchs officiels uniquement.
Dernière mise à jour le 22 juin 2025.
Guillaume Marchand, né le 5 juin 1998 à Saint-Gaudens, est un joueur français de rugby à XV jouant au poste de talonneur au Lyon OU depuis 2021. 
Formé au Stade toulousain, où il joue avec son frère Julien, il remporte avec son club formateur le Championnat de France en 2019 et 2021 et la Coupe d'Europe en 2021. Puis, en 2021, il rejoint le Lyon olympique universitaire avec qui il gagne le Challenge européen en 2022.

## Biographie

### Jeunesse et formation
Originaire de Loures-Barousse, Guillaume Marchand joue dans un premier temps au football à Loures-Barousse puis à Gourdan-Polignan avec son frère, Julien, puis se tourne vers le rugby. Il commence le rugby à l'US Montréjeau, à l'âge de 13 ans,. Au début, il joue au poste de troisième ligne centre, puis de trois-quarts centre. En 2013, il rejoint le Stade toulousain, à quinze ans, en cadets, où il est replacé au poste de talonneur. En 2017, il intègre le centre de formation du club. Un an plus tard, en septembre 2018, il signe son premier contrat professionnel.
En parallèle, il obtient un BTS Management des Unités Commerciales.

### Carrière en club

#### Débuts professionnels au Stade toulousain (2018-2021)
Le 21 septembre 2018, Guillaume Marchand signe son premier contrat professionnel avec le Stade toulousain. Il s'engage avec le club jusqu'en 2022 pour un contrat espoir de trois années, plus un an supplémentaire en professionnel. Deux jours plus tard, il joue son premier match avec l'équipe première du Stade toulousain contre Montpellier au GGL Stadium. Il est remplacé la 34e minute du match par son frère Julien. Durant sa première saison professionnelle, en 2018-2019, Guillaume Marchand profite des longues blessures de Julien Marchand et Leonardo Ghiraldini pour gagner du temps de jeu. Malgré l'arrivée de Sam Matavesi en joker médical, son temps de jeu ne diminue pas, et joue jusqu'à la fin de la saison en alternant avec Peato Mauvaka au poste de talonneur,. Il joue au total quatorze matchs toutes compétitions confondues, dont la finale de Top 14, face à l'ASM Clermont. Il entre en jeu durant la finale à la place de Peato Mauvaka. Le Stade toulousain s'impose 24 à 18 et est champion de France, ce qui est aussi le premier titre en club de la carrière de Guillaume Marchand.
En début de saison suivante, il est le seul talonneur pouvant jouer avec Peato Mauvaka, après le départ de Ghiraldini, son frère étant toujours blessé. Le Stade toulousain fait alors venir deux jokers médicaux à son poste en août 2019 : Takeshi Hino et Jacobus Visagie. Malgré ces deux arrivés, le Stade toulousain compte tout de même s'appuyer sur sa « génération dorée » championne du monde des moins de 20 ans et qui a grandement participé au titre de champion de France 2019. Le club compte donc sur Guillaume Marchand cette saison. Les départs réguliers en équipe de France de Julien Marchand et Peato Mauvaka offrent du temps de jeu à Guillaume Marchand. Il joue quatorze matchs de championnat avant l'arrêt prématuré de la compétition à cause de la pandémie de Covid-19.
Pour la saison 2020-2021, Guillaume Marchand est le troisième talonneur dans la hiérarchie à Toulouse derrière son frère Julien et Mauvaka, après le départ des jokers venu la saison précédente. Cette saison également, il profite des périodes de doublons durant lesquelles ses deux concurrents sont appelés avec les Bleus, pour jouer. Le Stade toulousain atteint dans un premier temps la finale de la Coupe d'Europe où il affronte le Stade rochelais. Julien Marchand étant suspendu au moment de la finale, Guillaume Marchand est donc retenu sur la feuille de match. Il entre en jeu à la place de Mauvaka à dix minutes de la fin du match. Finalement, les Toulousains s'imposent 22 à 17 et remportent leur cinquième titre dans la compétition,. En Top 14, son club atteint aussi la finale qu'il remporte aussi face à La Rochelle, mais il ne participe pas à cette rencontre. Il remporte ainsi deux titres cette saison.

#### Prêt puis transfert à Lyon (depuis 2021)
Dans l'ombre des deux talonneurs internationaux, Julien Marchand et Peato Mauvaka, Guillaume Marchand en manque de temps de jeu décide de rejoindre le Lyon olympique universitaire en 2021, sous forme de prêt pour une durée de 2 ans,.
Dès son arrivée à Lyon, il enchaîne les matchs et les titularisations en cette saison 2021-2022, malgré la concurrence de Mickaël Ivaldi et Joe Taufete'e. Il prend même la place de numéro au poste à Ivaldi, l'habituel titulaire depuis plusieurs saisons. Il joue ainsi 19 matchs avec le LOU, dont 13 fois en tant que titulaire. Il participe également à la finale de Challenge européen remportée face à Toulon (30 à 12), durant laquelle il est titulaire, avant d'être remplacée en seconde période par Ivaldi. Guillaume Marchand remporte alors son premier trophée à Lyon.
Lors de la saison 2022-2023, Liam Coltman arrive au LOU et entre alors en concurrence avec Guillaume Marchand pour la place de numéro un. Il doit aussi faire face à la forte progression de Yanis Charcosset. Lors de la huitième journée de Top 14 face à la section paloise, il inscrit son premier essais avec Lyon.

### Carrière internationale
Guillaume Marchand est sélectionné en équipe de France des moins de 20 ans pour la première fois en 2018, pour pallier la blessure de Teddy Baubigny, pour le Tournoi des Six Nations des moins de 20 ans 2018, alors qu'il était réserviste au départ. Il ne participe pas aux eux premiers matchs de la compétition, mais gagne du temps de jeu petit à petit. Il joue le trois derniers matchs du tournoi que la France remporte, dont le dernier face au Pays de Galles en tant que titulaire.
Ses bonnes performances durant le Tournoi des Six Nations lui permettent d'être de nouveau convoqué avec les Bleuets quelques mois plus tard pour participer au Championnat du monde junior 2018. Durant le mondial, il est remplaçant durant le premier match, face à l'Irlande, puis est titulaire pour le reste des matchs de la compétition jusqu'à la finale remportée par la France contre l'Angleterre (33-25),. Guillaume Marchand remporte alors son deuxième titre avec les moins de 20 ans, durant l'année 2018.
En novembre 2021, il est invité dans l'équipe des Barbarians français pour affronter les Tonga au Matmut Stadium Gerland de Lyon,. Les Baa-Baas s'impose 42 à 17 grâce à six essais inscrits.

## Vie privée
Guillaume Marchand est le frère de Julien, qui est également joueur de rugby professionnel au poste de talonneur au Stade toulousain et en équipe de France.

## Statistiques

### En club
Au 23 octobre 2022, Guillaume Marchand compte 49 matchs joués avec le Stade toulousain et 29 avec le LOU. Il a inscrit 3 essais dans sa carrière, soit 15 points.
| Saison                      | Club                        | Championnat | Championnat | Championnat | Coupe d'Europe     | Coupe d'Europe | Coupe d'Europe |
| Saison                      | Club                        | Compétition | M           | Ess.        | Compétition        | M              | Ess.           |
| --------------------------- | --------------------------- | ----------- | ----------- | ----------- | ------------------ | -------------- | -------------- |
| 2018-2019                   | Stade toulousain            | Top14       | 12          | 2           | Coupe d'Europe     | 2              | -              |
| 2019-2020                   | Stade toulousain            | Top 14      | 14          | -           | Coupe d'Europe     | -              | -              |
| 2020-2021                   | Stade toulousain            | Top 14      | 18          | -           | Coupe d'Europe     | 3              | -              |
| Sous-total Stade toulousain | Sous-total Stade toulousain | Top 14      | 44          | 2           | Coupes d'Europe    | 5              | 0              |
| 2021-2022                   | → Lyon OU                   | Top 14      | 19          | -           | Challenge européen | 4              | -              |
| 2022-2023                   | → Lyon OU                   | Top 14      | 6           | 1           | Champions Cup      |                |                |
| Sous-total Lyon OU          | Sous-total Lyon OU          | Top 14      | 25          | 1           | Coupes d'Europe    | 4              | 0              |
| Total                       | Total                       | Top 14      | 69          | 3           | Coupes d'Europe    | 9              | 0              |

### Internationales

#### Équipe de France des moins de 20 ans
Guillaume Marchand a disputé huit matchs avec l'équipe de France des moins de 20 ans en une saison, prenant part à une édition du Tournoi des Six Nations des moins de 20 ans en 2018 et à une édition du championnat du monde junior en 2018. Il n'a pas inscrit de points.

## Palmarès

### En club
- Vainqueur du Championnat de France en 2019 et 2021[N 1] avec le Stade toulousain.
- Vainqueur de la Coupe d'Europe en 2021 avec le Stade toulousain.
- Vainqueur du Challenge européen en 2022 avec le Lyon OU.
- Finaliste de la Challenge Cup en 2025 avec le Lyon OU.

### En sélection nationale
- Vainqueur du Tournoi des Six Nations des moins de 20 ans en 2018 avec l'équipe de France des moins de 20 ans.
- Vainqueur du Championnat du monde junior en 2018 avec l'équipe de France des moins de 20 ans.